# Withius texanus
Withius texanus är en spindeldjursart som först beskrevs av Banks 1891.  Withius texanus ingår i släktet Withius och familjen Withiidae. Inga underarter finns listade i Catalogue of Life.